# Luzula lutea
Luzula lutea är en tågväxtart som först beskrevs av Carlo Allioni, och fick sitt nu gällande namn av Dc. Luzula lutea ingår i Frylesläktet som ingår i familjen tågväxter. Inga underarter finns listade i Catalogue of Life.

## Bildgalleri

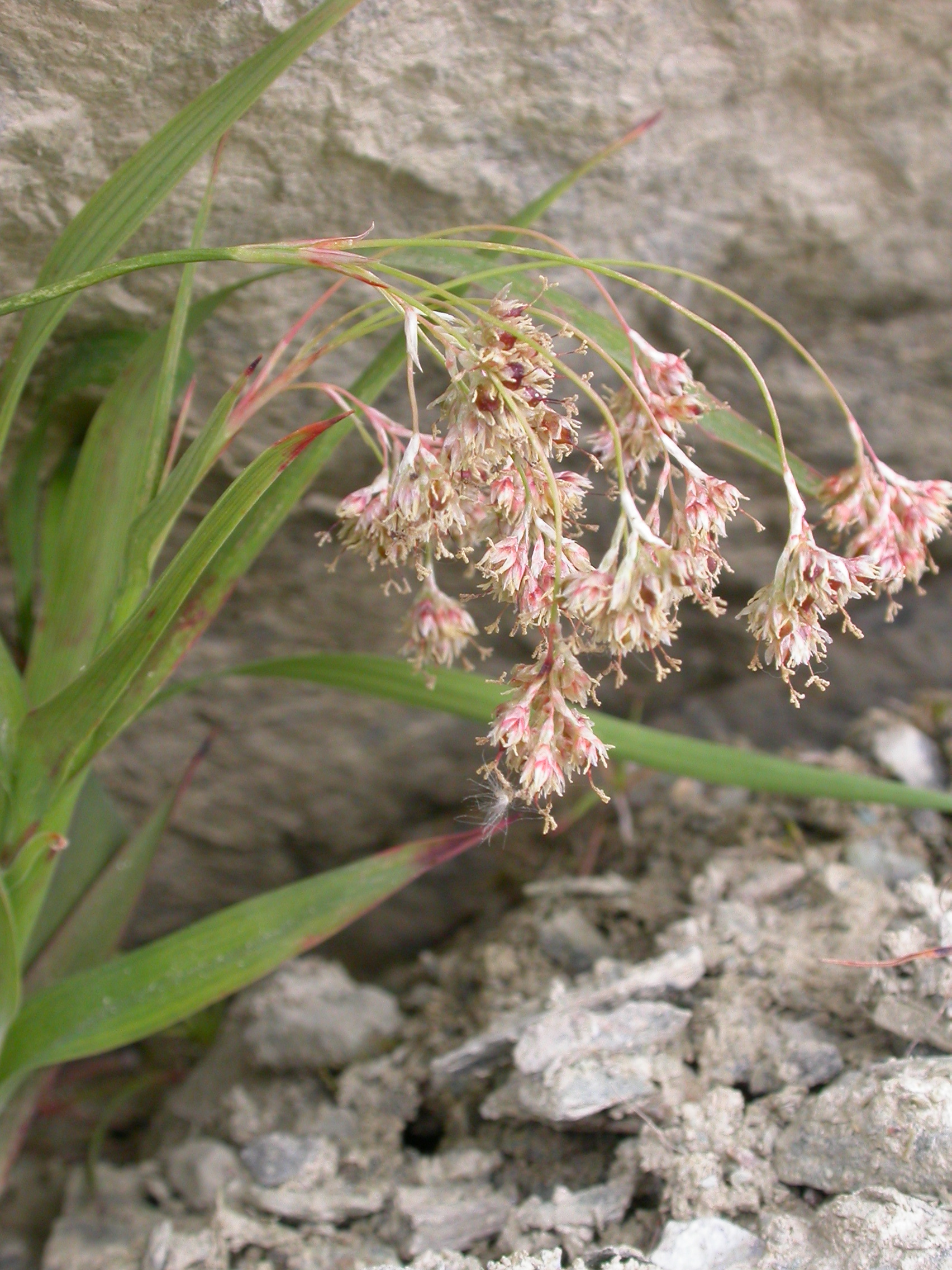
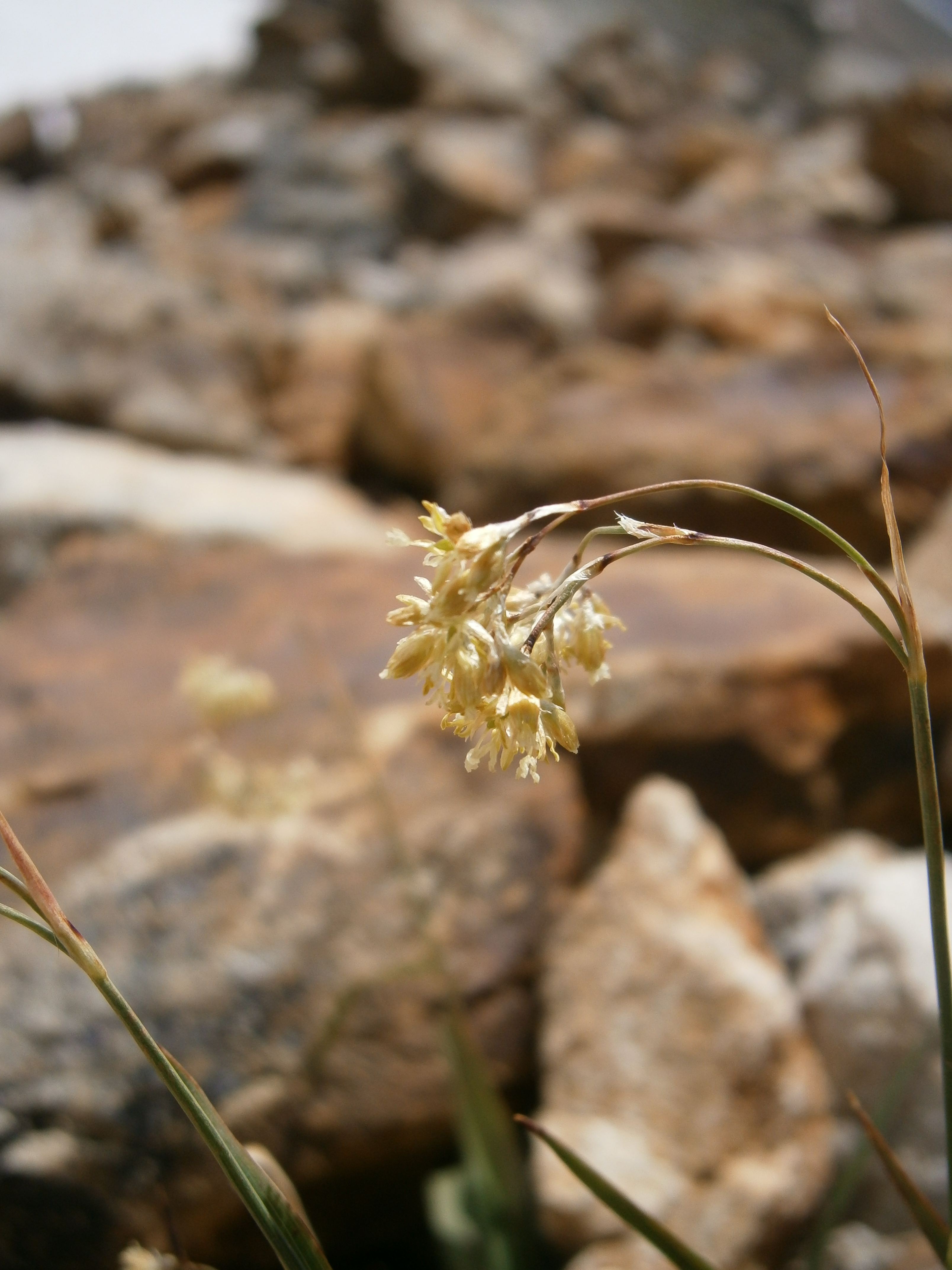
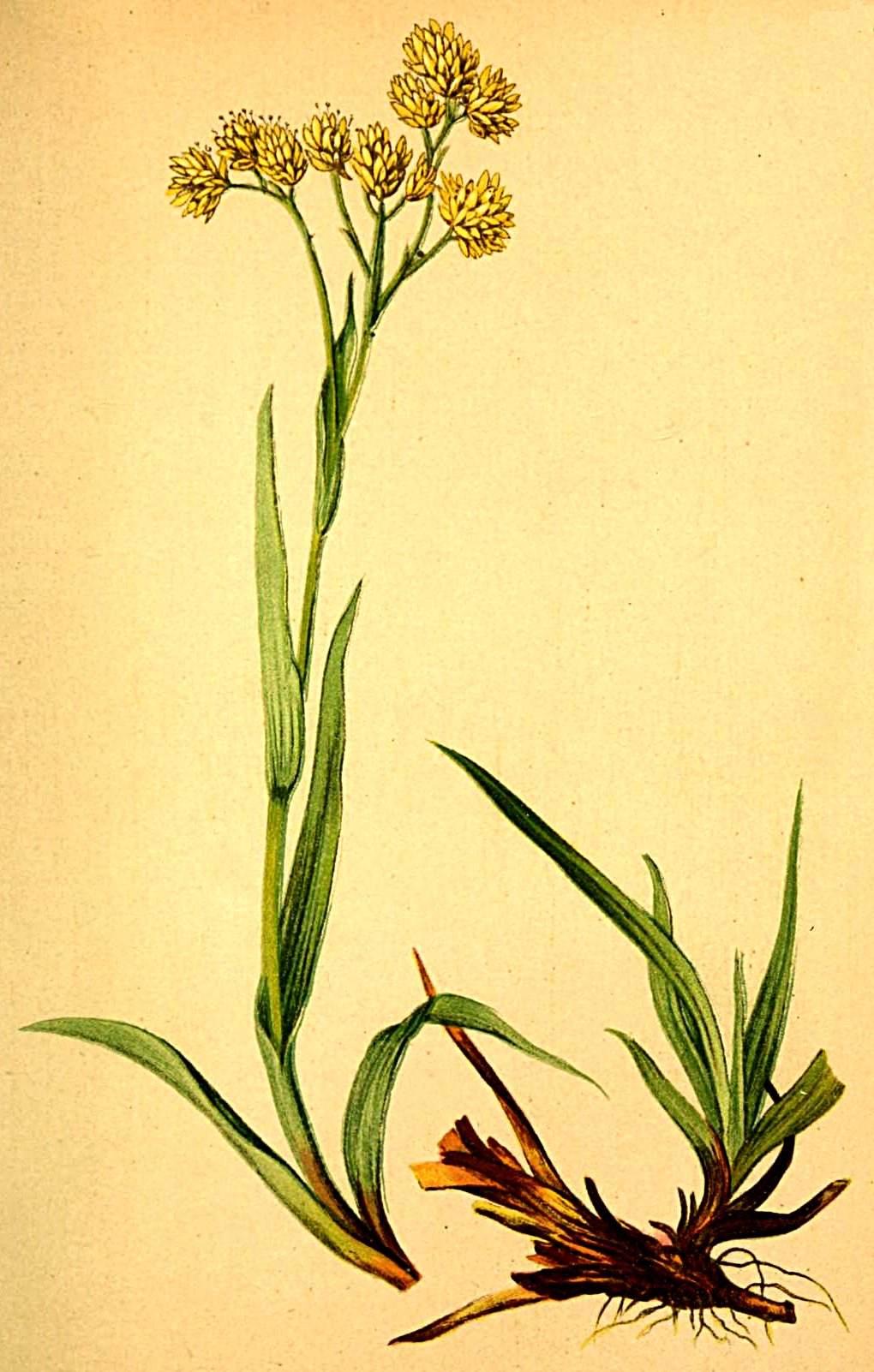
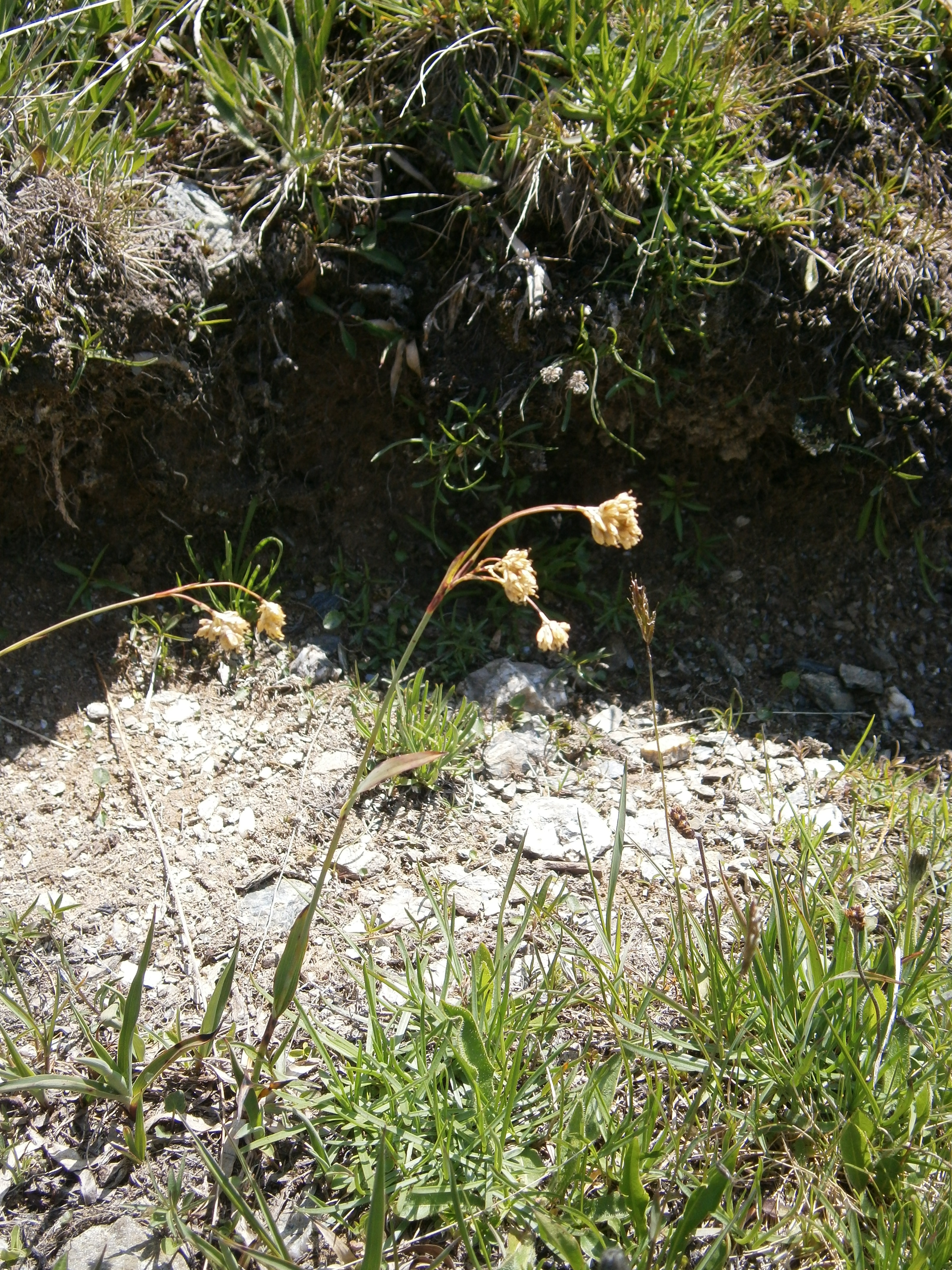